# Greigia van-hyningii
Greigia van-hyningii är en gräsväxtart som beskrevs av Lyman Bradford Smith. Greigia van-hyningii ingår i släktet Greigia och familjen Bromeliaceae. Inga underarter finns listade i Catalogue of Life.